# خرمال أجرب
خرمال أجرب (الاسم العلمي: Diospyros scabiosa) هو نوع من النباتات يتبع جنس الخرمال من الفصيلة الأبنوسية.